# Peter Odemwingie
Osaze Peter Odemwingie (* 15. července 1981, Taškent, Uzbecká SSR, Sovětský svaz) je bývalý nigerijský fotbalový útočník.

## Klubová kariéra
Narodil se nigerijskému otci a ruské matce. Fotbalově rostl v klubech FK KAMAZ Naberežnyje Čelny a PFK CSKA Moskva a prvním profesionálním klubem byl nigerijský Bendel Insurance FC.
V roce 2002 se stěhoval opět do Evropy, když přestoupil do belgického RAA Louviéroise, se kterým také vyhrál belgický fotbalový pohár.
V roce 2005 přestoupil do francouzského Lille OSC, se kterým si zahrál prestižní Ligu mistrů UEFA. Už předtím o něj byl velký zájem u předních evropských klubů, v roce 2007 se však rozhodl pro návrat do Ruska, kde hrál za Lokomotiv Moskva. V srpnu 2010 přestoupil za 1 milión liber do anglického klubu West Bromwich Albion FC.

## Reprezentační kariéra
Zúčastnil se LOH 2008 v Pekingu s nigerijským týmem do 23 let (jediný hráč starší 23 let povolaný do národního týmu Nigérie).
V reprezentačním A-mužstvu Nigérie debutoval v roce 2002. S nigerijskou reprezentací se zúčastnil MS 2014 v Brazílii.

## Úspěchy
- vítěz Belgického poháru (2006)
- stříbrná medaile na LOH 2008 v Pekingu s národním týmem do 23 let